# معزالدین محمد غوری
معزالدین محمد از سلسله غوریان (۱۱۴۹ م. ، ۱۲۰۶ م.) همچنان مشهور به شهاب‌الدین محمد (پیش از سلطنت) و محمد غوری، از سلاطین دودمان غوریان بود که از سال ۱۱۷۳ تا ۱۲۰۶ م. همراه با برادرش غیاث‌الدین غوری و از سال ۱۲۰۳ الی ۱۲۰۶ م. به تنهایی در غور سلطنت کرد. غیاث‌الدین محمد سلطنت غوریان را از پایتختش شهر فیروزکوه اداره می‌کرد و معزالدین محمد سلطنت را به هندوستان گسترش می‌داد چنانکه پایه‌های حکومت اسلامی را در جنوب آسیا پی ریزی کرد و باعث تسلط ۵۰۰ ساله مسلمانان بر شبه قاره هند گردید.
پدر معزالدین محمد بهاءالدین سام غوری (۵۳۸ ه.ق- ۶۰۲ ه‍.ق) و مادر او دختر ملک بدرالدین گیلانی از نسب شَنسَبانیان بود. در سال ۵۶۹ ه‍.ق معزالدین به فیروزکوه نزد برادرش رفت و مورد توجه و استقبال او قرار گرفت و به مقام سپهسالاری منصوب شد. پس از یکسال با قهر، فیروز کوه را ترک کرد و به سیستان رفت. غیاث‌الدین از برادر خود رفع کدورت کرد، او را به فیروز کوه بازگرداند و حکومت ولایت آستینه و کجوران را به معزالدین محمد داد. یکی از مهم‌ترین فعالیت‌های نظامی او در این زمان جنگ با غزان در سال ۵۶۹ ه‍.ق بود که غزنین را به اشغال خود درآورده بودند اما سرانجام غیاث‌الدین محمد آنها را شکست داد و حکومت غزنین را به معزالدین سپرد. معزالدین از طرف برادرش مأمور لشکرکشی به خراسان و هندوستان شد که بخشی در عهد حکومت خودش بوده‌است. معزالدین مشغول آماده کردن سپاه برای حمله به خوارزم بود که برادرش غیاث الدین در گذشت و پس از انجام اقدام‌های لازم به تاج و تخت سرزمینی نسبتاً بزرگ و بدون رقیب دست یافت. در اولین اقدام برای جلوگیری از درگیریهای داخلی، شهرهای بُست، فراه و اسفراز را به برادرزادهٔ خود غیاث الدین محمد، فیروزکوه و زمین داور را به داماد و پسر عموی خود ملک ضیاءالدین و هرات را هم به خواهر زادهٔ خویش ناصرالدین آلپ غازی واگذار کرد.

## جنگ معزالدین محمد با سلطان محمد خوارزمشاه
معزالدین محمد هنگام بازگشت از طوس به رسیدگی امور خراسان پرداخت و یکی از امرای شجاع غور را به نام محمد خرنگ را حاکم مرو کرد و در ابیورد بعضی از امرا را دستگیر و گروهی را به قتل رساند. پس از بازگشت معزالدین محمد، سپاهیان خوارزمشاه در غیبت او مرو را تسخیر کردند و حاکم مرو را به قتل رساندند؛ سلطان علاءالدین محمد را به فتح هرات ترغیب کردند، او نیز در سال ۶۰۰ ه‍.ق به هرات لشکر کشید و آنجا را محاصره کرد. ناصرالدین آلپ غازی، والی شهر، به مذاکره پرداخت و وانمود کرد که از جانب معزالدین محمد اجازه انعقاد صلح را دارد؛ بدین ترتیب قرار شد که غوریان به خراسان تجاوز نکنند و خوارزمشاهیان نیز به غور حمله نکنند و همچنین آلپ غازی متعهد شد مالی را به خوارزمشاه پرداخت کند. معزالدین محمد پس از سروسامان بخشیدن به امور سلطنت برای پایان دادن جنگ با خوارزمشاهیان به خوارزم لشکر کشید. محمد خوارزمشاه بلافاصله رسولانی برای درخواست کمک از قراختاییان فرستاد. در این هنگام بین طرفین جنگ درگرفت، غوریان شکست خوردند، گروهی کشته و اسیر شدند و باقی سپاه نیز فرار کردند. پس از مدتی محمد خوارزمشاه با دانستن اهمیت خراسان برای غوریان، فرستاده‌ای نزد معزالدین محمد فرستاد و او را مقصر اصلی جنگ دانست و از وی درخواست صلح کرد، و معزالدین به‌ناچار پذیرفت که بر طبق آن بلخ و هرات به غوریان و مرو و نیشابور به خوارزمشاه تعلق گرفت. معزالدین تا مدتها در فکر انتقام گرفتن از قراختائیان بود ولی به علت اغتشاشاتی که در هند به سبب انتشار شایعه مرگش توسط یکی از امرای خود به وجود آمده بود، ناچار شد تا به آن سرزمین توجه کند و عملیات بر ضد قراختائیان را به وقت دیگر موکول کند.

## فتوحات معزالدین محمد در هند
لشکرکشیهای سلطان معزالدین به هند از صفحات درخشان زندگی سیاسی و نظامی اوست. علت لشکرکشیها به هند: تعقیب و براندازی بازماندگان غزنویان که در لاهور اقامت داشتند، ایجاد امپراطوری بزرگی همچون غزنویان و دستیابی به ثروتهای افسانه ای هند بود. در سال ۵۷۱ه‍.ق اولین لشکرکشی سلطان معزالدین به هند آغاز شد که به تسخیر مولتان و اوچه از قرامطه منجر شد. وی در سال ۵۷۵ه‍.ق پیشاور را تصرف کرد و دو سال بعد به طرف لاهور لشکر کشید. معزالدین محمد در پایان سال ۵۸۳ه‍.ق به قصد تصرف اجمیر به هند لشکر کشید و در سر راه خود شهرهای تبرهنده، سرستی و کهرام را تصرف کرد. هندیان به دلیل بی نظمی که در آرایش نظامی سپاه غور، رخ داد موفق به شکست آنها شدند. در سال ۵۸۸ ه‍.ق معزالدین بار دیگر به قصد انتقام عازم هندوستان می‌شود. دو سپاه مجدداً در تراین با هم رو به رو شدند. غوریان با غافلگیری، حریف را شکست دادند و دارالملک اجمیر و تمام سوالک به تصرف غوریان درآمد و سلطان معزالدین حکومت آن را به قطب الدین ایبک واگذار کرد.

## رابطه سلطان معزالدین محمد با کوکران
کوکران با نامهای دیگر کهکران و کوکهران قومی از هندوها بودند که در کوه‌های میان لاهور و مولتان ساکن بودند که در اواخر ایام سلطنت سلطان معزالدین از قراختائیان کوکران از این فرصت استفاده کرده، طغیان کردند و راه لاهور و شهرهای دیگر را به غزنین مسدود کردند؛ بدین ترتیب ارسال خراج هند به غزنین با مشکل مواجه شد؛ بنابراین، معزالدین از قطب الدین ایبک والی دهلی، خواست تا آنها را مطیع کند اما دامنه تجاوزات کوکران به سرزمینهای دیگر کشیده شد. در سال ۶۰۲ ه‍.ق در محلی ما بین جیلم و سودره با هم برخورد کردند کوکران شکست خوردند و غنیمت‌های بسیاری نصیب غوریان شد.

## قتل سلطان معزالدین
پس از پایان دادن به غائله هند، معزالدین تصمیم به انتقام از قراختائیان گرفت و برای عبور از جیحون حاکم بامیان را مأمور کرد بر روی آن پل ببندد و لاهور را به قصد غزنین ترک کرد و در کنار سند در محلی به نام دهمیک اردو زد. چندتن از کوکریان برای انتقام جویی هنگام نماز عشا یا قبل از ظهر به خیمه او حمله کردند و وی را به قتل رساندند. مدت حکومت معزالدین از فرمانروایی او بر غزنین ۳۲سال و چندماه بود و حدود ۲۹ سال تحت فرمانروایی برادرش حکومت می‌کرد و حدود سه سال پس از مرگ او به استقلال سلطنت کرد. پایتخت تابستانی او غزنین و خراسان و پایتخت زمستانی او لاهور و هند بود. پس از مرگ او قطب الدین ایبک به تخت نشست که نخستین سلطان ترک نژاد هندوستان محسوب می‌گردد.

## رابطه با خلیفه
معزالدین از نظر دیپلماسی برای جلوگیری از دشمنی و مخالفت خلیفه، با وی رابطه دوستی برقرار کرد و دستور داد تا در خطبه‌ها نام او را ذکر و روی سکه هم ضرب کنند.

## هنر و معماری
شهر غزنین در زمان حکومت معزالدین مرکز داد و ستد بود و از لحاظ هنری به دوره رنسانس که از سبک هندی الهام گرفته شده و سبک معماری هندی در شمال غربی هند که نمونه بارز آن مسجد لاروند است شباهت دارد.